# آشنایی با علوم اسلامی
کتاب آشنایی با علوم اسلامی یا کلیات علوم اسلامی کتابی است شامل درس گفتارهای اساسی مرتضی مطهری در زمینه علوم اسلامی (منطق و فلسفه، کلام، عرفان، حکمت عملی، اصول فقه و فقه).

## محتوا
آشنایی با علوم اسلامی کتابی سه جلدی است، جلد اول شامل دو بخش منطق و فلسفه، جلد دوم شامل سه بخش کلام، عرفان و حکمت عملی و جلد سوم شامل دو بخش اصول فقه و فقه. نویسنده در نظر دارد یک طرح کلی دربارهٔ علوم اسلامی ارایه کند. نویسنده مرتضی مطهری، توضیح می‌دهد که اسلام یک دین جامع و همه‌جانبه است، دینی که محدود به یک سری توصیه‌های اخلاقی و شخصی نیست، بلکه یک دین جامعه ساز است. وی می‌گوید فرهنگ اسلامی خود با روحیه‌ای خاص و مجموعه‌ای از ویژگی‌های منحصر به فرد، فرهنگی خاص در میان فرهنگ‌های جهان است و اصالت و شخصیت مستقلی دارد. این کتاب برای کسانی که می‌خواهند با علوم اسلامی آشنا شوند گردآوری شده‌است و سعی شده‌ سادگی و اختصار همزمان با دقت در این مجموعه رعایت شود.
ویژگی مهم کتاب آشنایی با علوم اسلامی شکل درس گفتارهای آقای مطهری است. این سلسله مباحث و سخنرانی‌ها برای دانشجویان سال اول دانشکده الهیات و معارف اسلامی دانشگاه تهران ایراد شده که با بیان روان و فصیح و قابل فهم برای مبتدیان و افرادی که آشنایی کمی با اصطلاحات پیچیده اسلامی دارند، نوشته شده‌است. متن کتاب برای کسانی که با اسلام آشنا نیستند آسان است و درک آن از طریق دسته‌بندی محتوا و شرح اصطلاحات بسیار آسان شده‌است.

### منطق
مطهری در جلد اول کتاب آشنایی با علوم اسلامی می‌گوید: منطق قانونی است که با استفاده از آن می‌توان درست فکر کرد؛ یعنی قواعد منطق مقیاس و ابزاری است که هر وقت بخواهیم دربارهٔ برخی موضوعات علمی یا فلسفی فکر کنیم و بحث کنیم، باید استدلال خود را با این مقیاس‌ها و معیارها بسنجیم تا نتیجه‌گیری غلط نکنیم. منطق ابزاری از نوع قاعده و قانون است که رعایت و به‌کارگیری آن، ذهن را از اشتباه در تفکر بازمی‌دارد. فایده منطق این است که مانع از منحرف شدن ذهن در تفکر می‌شود. تفکر، حرکت ذهن از ایده‌ای ناشناخته به یک سری مقدمات شناخته شده‌است و سپس حرکت از آن مقدمه شناخته شده به سمت جهت مطلوب برای تبدیل آن به امر معلوم. منطق برای ما توضیح می‌دهد که اطلاعات ذهنی قبلی فقط در صورتی به فکری مفید تبدیل می‌شود که توسط قوانین منطقی شکل گرفته باشند. منطق صرفاً ابزاری برای اندازه‌گیری است، یعنی درست و غلط را مشخص می‌کند.

### فلسفه
مطهری در جلد اول کتاب آشنایی با علوم اسلامی عنوان می‌کند که اگر دنیا را با بدن یک انسان مقایسه کنیم، می‌بینیم که مطالعه ما روی این بدن دو نوع است: برخی از مطالعات ما مربوط به جزئیات این بدن است، مانند سر یا دست یا پا یا چشم این بدن، اما برخی از مطالعات ما مربوط به کل بدن است، مانند این که این بدن از چه زمانی به وجود آمده و چه مدت دوام دارد؟ و آیا اساساً معنایی در مورد کل این بدن وجود دارد یا خیر؟ آیا این بدن وحدت واقعی دارد و تعدد اعضا و کثرت عضوهای آن ظاهری و غیرواقعی است، یا وحدت آن یک اعتبار است؟ آیا این بدن به‌طور کلی هدفی را دنبال می‌کند و به سمت کمال و حقیقت سرازیر می‌شود، یا موجودی بی‌هدف و بی‌آرمان است؟ بخشی از مطالعات که با کل بدن جهان سروکار دارد «فلسفه» است.

### کلام
مطهری در جلد دوم کتاب آشنایی با علوم اسلامی می‌گوید: علم کلام، علمی است که در مورد عقاید اسلامی بحث می‌کند، یعنی صحبت در مورد آنچه از دیدگاه اسلام باید به آن اعتقاد داشته باشیم، و روشی که آنها را توضیح داده، استدلال کرده و از آن معتقدات دفاع می‌کند. بحث در مورد اعتقادات، یعنی مباحث و آموزه‌هایی که باید شناخت و به آنها اعتقاد داشت، مانند مسئله توحید، صفات ذات حق تعالی، نبوت عمومی و خصوصی و برخی دیگر از مسائل متعلق به علم کلام است. قسمت عقلی کلام مسائلی است که مقدمه آنها فقط از عقل گرفته شده‌است و در این گونه موارد نقل قول (کتاب و سنت) کافی نیست، فقط باید از عقل استفاده کرد. قسمت نقلی کلام مسائلی است که اگرچه یکی از اصول دین است و باید به آنها اعتقاد داشت، اما از آنجا که این مسائل زیرمجموعه نبوت است و بر آن مقدم نیست، اثبات موضوع از طریق وحی الهی یا کلمات مشخص پیامبر کافی است.

### عرفان
مطهری در جلد دوم کتاب آشنایی با علوم اسلامی در این باره می‌گوید: عرفان به عنوان یک سیستم علمی و فرهنگی در اسلام، دارای دو قسمت است: بخش عملی و بخش نظری. قسمت عملی بخشی است که روابط و وظایف انسان را با خودش، با دنیا و با خدا بیان کرده و توضیح می‌دهد. عرفان در این زمینه مانند اخلاق است، یعنی «علمی» عملی است. در این قسمت از عرفان توضیح داده می‌شود که سالک از کجا باید شروع کند تا به اوج انسانیت یعنی توحید برسد و چه خانه‌ها و مراحلی را باید به ترتیب طی کند و در خانه‌ها در طول مسیر چه اتفاقی برای او می‌افتد و چه مسایلی بر او وارد می‌شود. قسمت نظری عرفان وجود را تفسیر می‌کند، دربارهٔ خدا، جهان و انسان بحث می‌کند. عرفان در این قسمت مانند فلسفه الهی است که در مقام تفسیر و تبیین هستی است.
آخرین مقصد سیر و سلوک عرفانی، توحید است. توحید عارف، یعنی وجود حقیقی مختص خداوند است، هیچ مظهر دیگری جز خدا نیست. توحید عارف به این معناست که چیزی جز خدا وجود ندارد. توحید عارف یعنی در طول سفر و رسیدن چیزی جز خدا نبیند. این مرحله از توحید مورد تأیید مخالفان عرفان نیست و ممکن است آن را کفر و الحاد بنامند، اما عرفا معتقدند که این توحید واقعی است و سایر مراتب توحید نیز از شرک خالی نیست. از نظر عرفا، رسیدن به این مرحله کار عقل و اندیشه نیست، بلکه کار قلب، اشتیاق، سیر و سلوک و تزکیه است.

### حکمت عملی
مطهری در جلد دوم کتاب آشنایی با علوم اسلامی در این مورد می‌گوید: حکمت عملی عبارت است از آگاهی از وظایف و مسئولیت‌های انسانی؛ یعنی فرض بر این است که انسان یک سری وظایف و مسئولیت‌ها را دارد نه از نظر قانون، اعم از قانون الهی یا انسانی -که داستان دیگری است- بلکه از نظر خرد ناب انسانی. کسانی که به حکمت عملی باور دارند، معتقدند که انسان یک سری وظایفی دارد که حکمت عملی است و عقل و خرد می‌تواند آنها را کشف کند.

### فقه
مطهری در جلد سوم کتاب آشنایی با علوم اسلامی در مورد اصول فقه و فقه ذکر می‌کند که «فقه» در لغت به معنای فهم است، اما فهم عمیق. مهمترین علمی که باید در مقدمه فقه آموخته شود، علم «اصول فقه» است که علمی شیرین و از علوم بدیع مسلمانان است. علم اصول در واقع «علم ترتیب استنباط» است. این علم روش صحیح استنباط از منابع فقه در فقه را به ما می‌آموزد. از این رو، علم اصول، مانند علم منطق، یک علم «دستوری» است و بیشتر از «علم» به «فن» شباهت دارد؛ یعنی در این علم، ما دربارهٔ یک سری «باید» صحبت می‌کنیم نه در مورد یک سری «هست». منابع فقهی از دیدگاه شیعه چهار چیز است: کتاب خدا: قرآن، سنت: به معنای کلمات، اعمال و روایات پیامبر یا امامان، اجماع و عقل.

## جلدها
این کتاب برای اولین بار در سه جلد در سال ۱۳۵۸ در ایران منتشر شد، عناوین این سه جلد عبارت بودند از:
- آشنائی با علوم اسلامی (منطق، فلسفه)، جلد اول شامل: آشنایی با منطق و آشنایی با فلسفه؛[۴۳]
- آشنایی با علوم اسلامی (کلام، عرفان، حکمت عملی)، جلد دوم شامل: آشنایی با عرفان و آشنایی با کلام و آشنایی با حکمت عملی؛[۴۴]
- آشنایی با علوم اسلامی (اصول فقه - فقه)، جلد سوم شامل: آشنایی با اصول فقه و آشنایی با فقه.[۴۵]

این مجموعه سه جلدی بیش از ۷۰ بار در ایران تجدید چاپ شده‌است. البته عنوان اصلی این سه جلد در سال ۱۳۸۲ به «کلیات علوم اسلامی» تغییر یافت.

## ترجمه انگلیسی
در نسخه انگلیسی، همه این مباحث در یک کتاب جمع‌آوری شده و به صورت یک جلد تحت عنوان «[Understanding Islamic Sciences: Philosophy, Theology, Mysticism, Morality, Jurisprudence] Error: {{Lang}}: متن دارای نشانه‌گذاری ایتالیک است (راهنما)» منتشر شده‌است. نسخه انگلیسی در سال ۲۰۰۲ میلادی (۱۳۸۱ شمسی) توسط انتشارات کالج اسلامی لندن و «[Saqi Books] Error: {{Lang}}: متن دارای نشانه‌گذاری ایتالیک است (راهنما)" در لندن منتشر شد. ترجمه انگلیسی دیگری در سال ۲۰۱۴ میلادی (۱۳۹۳ شمسی) توسط مرکز ترجمه و نشر جامعةالمصطفی العالمیه در تهران منتشر شد.